# Abisara intermedia
Abisara intermedia é uma borboleta da família Riodinidae. Ela pode ser encontrada em Gana, na zona sul da Nigéria, Camarões, Angola e na República Democrática do Congo. O habitat natural desta borboleta localiza-se em florestas densas.